# Jens Keller
Jens Keller (nacido el 24 de noviembre de 1970 en Stuttgart, Alemania) es un exjugador y entrenador de fútbol alemán. Actualmente entrena al 1. FC Nürnberg de la 2. Bundesliga.

## Carrera como entrenador
Stuttgart
El 13 de octubre de 2010, Keller fue nombrado nuevo entrenador del VfB Stuttgart, pero fue destituido tras sólo dos meses, consiguiendo 5 victorias, 3 empates y 5 derrotas.
Schalke 04
El 16 de diciembre de 2012, Keller, que hasta entonces entrenaba a los juveniles del FC Schalke 04, fue anunciado como el nuevo técnico del primer equipo, relevando a Huub Stevens. El conjunto alemán era el séptimo clasificado tras la 17.ª jornada, y a Keller se le encomendó la misión de entrar en competición europea. Finalmente, el Schalke se aseguró la cuarta plaza de la Bundesliga 2012/13 venciendo al S.C. Friburgo en la última jornada, obteniendo así acceso a la ronda previa de la Liga de Campeones 2013-14. Antes de terminar esta temporada de altibajos pero finalmente culminada de forma positiva, el Schalke decidió renovar el contrato con Keller por dos años.
La temporada 2013-14 no comenzó bien para el Schalke de Keller, que tras 6 jornadas ocupaba una decepcionante 14.ª posición, aunque a partir de ahí se inició su recuperación y se situó en 4.º puesto al comenzar la segunda vuelta. Igualmente, consiguió el paso a octavos de final de la Champions, pero allí fue eliminado por el Real Madrid por un contundente resultado global de 9-2. El Schalke 04 concluyó la campaña en el tercer puesto de la Bundesliga, lo que le clasificó directamente para la Champions.
El 7 de octubre de 2014, el Schalke anunció la destitución de Keller tras un mal inicio de temporada, con el equipo situado en 11.º puesto en la Bundesliga tras sumar 8 puntos en 7 partidos y habiendo sido eliminado de la Copa de Alemania a las primeras de cambio.
Union Berlin
El 11 de abril de 2016, el 1. FC Union Berlin contrató a Keller para las dos próximas temporadas. Sin embargo, acabó siendo despedido el 4 de diciembre de 2017.
FC Ingolstadt
El 2 de diciembre de 2018, se incorporó al FC Ingolstadt 04. El 2 de abril de 2019, tras encajar 5 derrotas consecutivas, fue cesado en sus funciones.
FC Nürnberg
El 12 de noviembre de 2019, fue confirmado como nuevo técnico del 1. FC Nürnberg.

## Clubes y estadísticas

### Como jugador
| Club                | País     | Año       | Partidos | Goles |
| ------------------- | -------- | --------- | -------- | ----- |
| VfB Stuttgart       | Alemania | 1990-1992 | 1        | 0     |
| TSV 1860 Múnich     | Alemania | 1992-1995 | 48       | 1     |
| VfL Wolfsburgo      | Alemania | 1995-1998 | 75       | 4     |
| VfB Stuttgart       | Alemania | 1998-2000 | 48       | 1     |
| 1. FC Köln          | Alemania | 2000-2002 | 55       | 0     |
| Eintracht Frankfurt | Alemania | 2002-2005 | 50       | 3     |

### Como entrenador
A último partido jugado el 6 de marzo de 2020
| Club               | País     | Año       | P   | G  | E  | P  | % v.  |
| ------------------ | -------- | --------- | --- | -- | -- | -- | ----- |
| VfB Stuttgart      | Alemania | 2010      | 13  | 5  | 3  | 5  | 38.46 |
| FC Schalke 04      | Alemania | 2012-2014 | 77  | 36 | 16 | 25 | 46.75 |
| 1. FC Union Berlin | Alemania | 2016-2017 | 54  | 27 | 12 | 15 | 50    |
| FC Ingolstadt 04   | Alemania | 2018-2019 | 12  | 3  | 2  | 7  | 25    |
| 1. FC Nürnberg     | Alemania | 2019-     | 12  | 4  | 3  | 5  | 33.33 |
| Total              | Total    | Total     | 168 | 75 | 36 | 59 | 44.64 |